# John Soko
John Soko (Lusaka, 5 maggio 1968 – Oceano Atlantico, 27 aprile 1993) è stato un calciatore zambiano, di ruolo difensore.

## Carriera

### Club
Giocò tutta la carriera in Zambia, prima vestendo la maglia degli Nkana Red Devils e poi giocando nell'Nkana FC, con i quali conquistò 4 campionati e altrettante coppa nazionali.

### Nazionale
Rappresentò la propria Nazionale 7 volte, tra il 1990 e il 1993.

## Morte
Perì, assieme ai compagni di Nazionale, il 27 aprile 1993, coinvolto nel celebre disastro aereo dello Zambia.